# Louis Gantois
Louis Gantois   (Saint-Maur-des-Fossés, 15 de novembre de 1929 - Canes, 26 de febrer de 2011) fou un piragüista en aigües tranquil·les francès que va competir durant la dècada de 1950.
El 1952 va prendre part en els Jocs Olímpics d'Estiu de Hèlsinki, on va guanyar la medalla de bronze en la prova del K-1, 1.000 metres del programa de piragüisme. Quatre anys més tard, als Jocs de Melbourne, fou cinquè en la mateixa prova.
En el seu palmarès també destaquen dues medalles, una de plata i una de bronze, al Campionat del Món en aigües tranquil·les de 1954.